# Antonio Palagiano
Antonio Palagiano (Taranto, 11 gennaio 1956) è un politico italiano.

## Biografia
Medico, ginecologo, politico, deputato della XVI Legislatura (Gruppo parlamentare Italia dei Valori) dove ha rivestito il ruolo di capogruppo in Commissione Affari Sociali e Presidente della Commissione Parlamentare d'inchiesta sugli errori in campo sanitario e sulle cause dei disavanzi sanitari regionali. Esperto nel campo della procreazione assistita, ha rivestito per oltre un decennio il ruolo di vice-presidente della Società Italiana di Fertilità, Sterilità e Medicina della Riproduzione fino alla primavera del 2018. Autore di almeno un centinaio di pubblicazioni scientifiche di rilevanza nazionale ed internazionale, ha ottenuto dal MIUR l'abilitazione nazionale al ruolo di professore universitario di seconda fascia (Settore 06/H1).

### Elezione a deputato
Alle elezioni politiche del 2008 viene eletto deputato della XVI legislatura della Repubblica Italiana nella circoscrizione XI Emilia-Romagna per l'Italia dei Valori.
Ricandidato per la Camera alle elezioni politiche del 2013 con Rivoluzione Civile, non è eletto a causa del mancato raggiungimento della soglia di sbarramento al 4% da parte della lista.